# Aladdin (Nielsen)

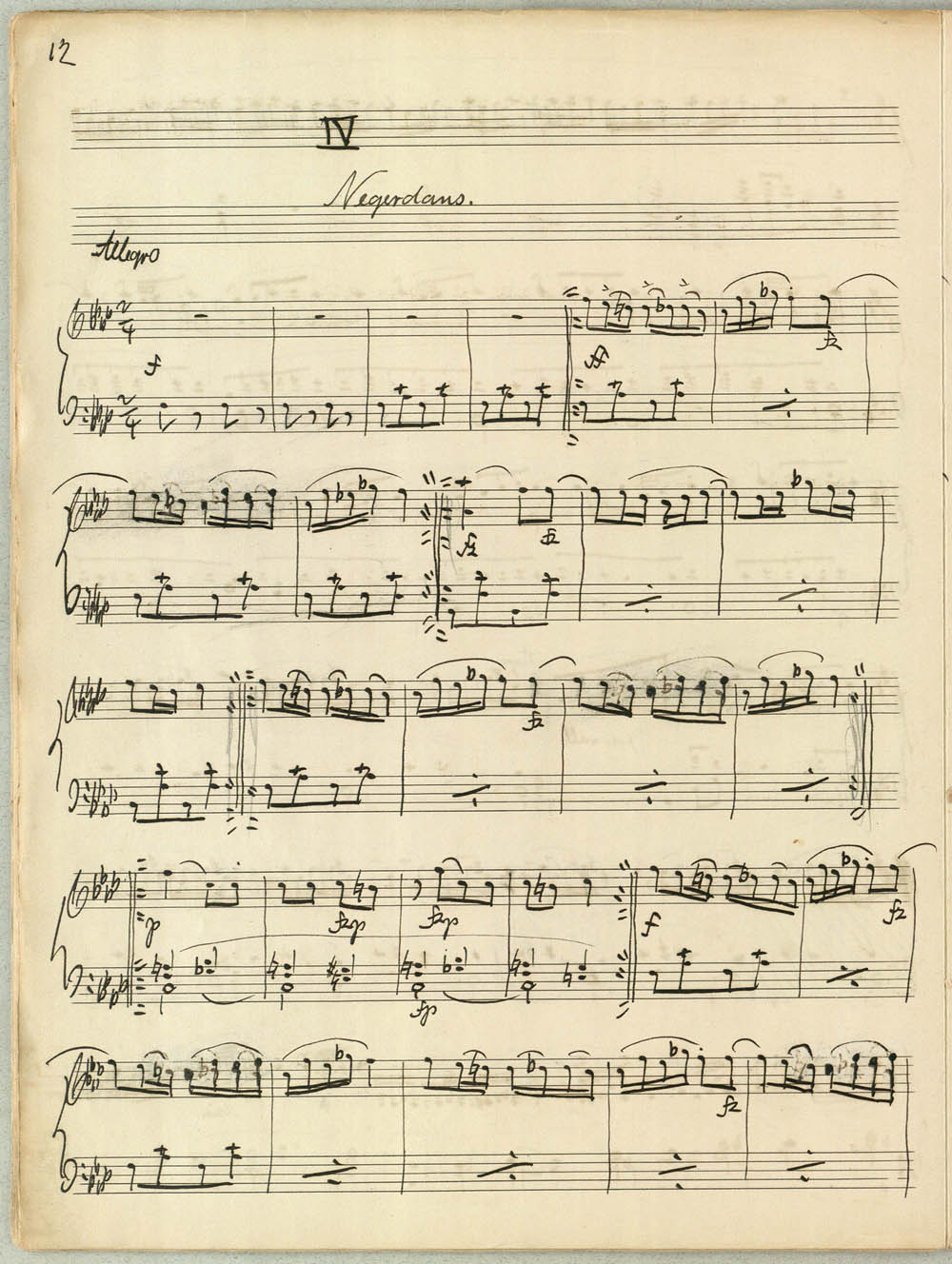
Partitura per a piano per a la dansa negra de l'Aladdin de Carl Nielsen.

Aladdin de Carl Nielsen, op. 34, és una música incidental escrita per acompanyar una producció del "conte de fades dramàtic" d'⁣Adam Oehlenschläger presentada al Teatre Reial de Copenhaguen el 15 de febrer de 1919 (primera part) i el 22 de febrer de 1919 (segona part), sota la direcció de Ferdinand Hemme.

## Origen i context
El 1914 Nielsen no va aconseguir succeir a Frederik Rung com a director en cap del Teatre Reial de Copenhaguen i, per tant, va quedar molt decebut. Malgrat això, el director artístic del Teatre Reial, Johannes Nielsen, va plantejar una nova producció d'Aladdin d'Oehlenschläger al seu amic Carl Nielsen a principis del 1917.
Se li va demanar a Nielsen de compondre la música i, després d'alguns esborranys preliminars en el mateix any, va compondre gran part de la música durant un període de set mesos des del juliol de 1918 fins al gener de 1919. Gran part de la música la va compondre a Skagen durant l'estiu de 1918, i la va completar després de tornar a Copenhaguen el gener de 1919. Va experimentar grans dificultats amb l'obra, ja que el director, Johannes Poulsen, havia utilitzat la fossa de l'orquestra per a un escenari extens, deixant l'orquestra estreta sota una majestuosa escala al plató. Quan Poulsen va retallar grans parts de la música durant els assajos finals i va canviar la seqüència de les danses, Nielsen va exigir que el seu nom fos eliminat dels cartells i del programa. De fet, la producció teatral del febrer de 1919 no va tenir molt èxit i va ser retirada després de només 15 funcions.

## Música

### Partitura completa
La partitura completa, que dura més de 80 minuts, és l'obra més llarga de Nielsen a part de les seves òperes. Demostrant una gran inventiva, l'estil enriquit de Nielsen es pot observar en el llenguatge musical que va utilitzar per a les danses exòtiques, obre el camí per a la seva Cinquena Simfonia. El maig de 1992, l'⁣Orquestra Simfònica de la Ràdio Danesa i el Cor de Cambra van gravar pràcticament la totalitat de la partitura amb Guennadi Rojdéstvenski.

### Suite Aladdin

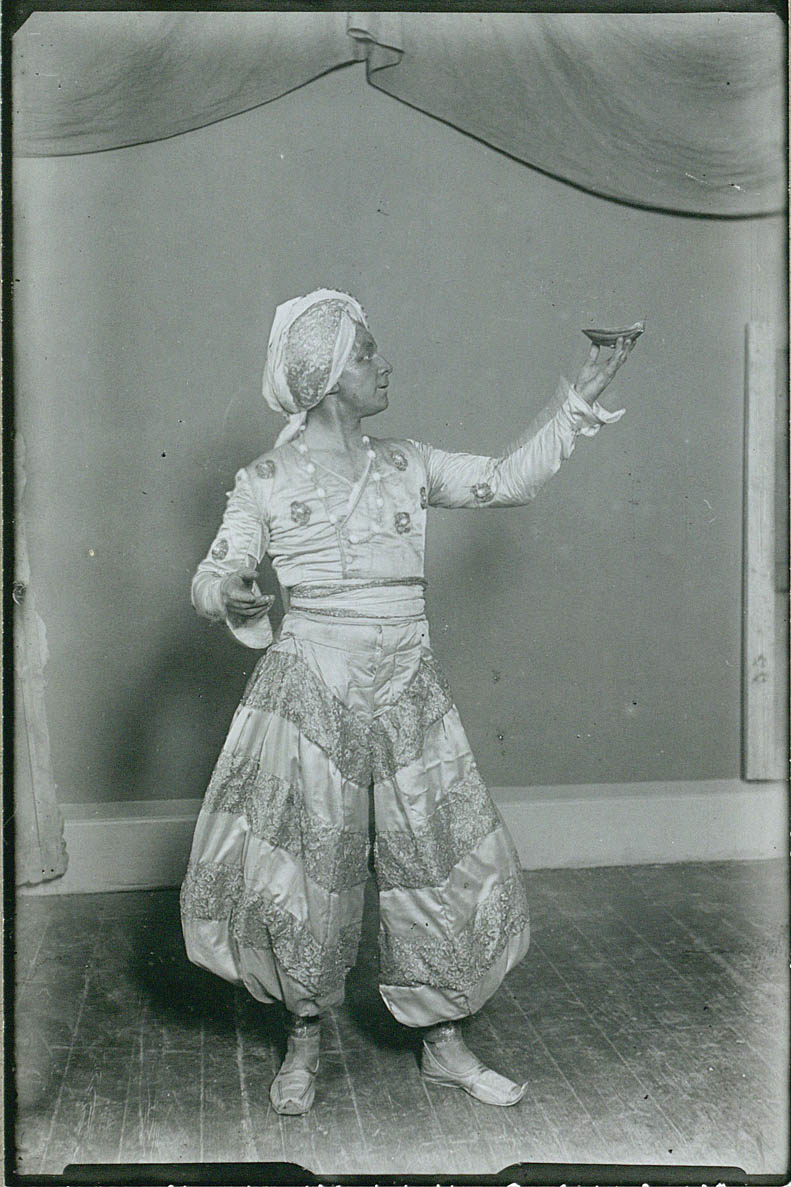
Johannes Poulsen com a Aladdin al Teatre Reial de Copenhaguen.

Nielsen realitzava freqüentment extractes d'Aladdin amb gran aclamació popular tant a Dinamarca com a l'estranger. La música es va presentar amb èxit al Queen's Hall de Londres el 22 de juny de 1923 i al Deutsches Schauspielhaus d'⁣Hamburg el novembre i desembre de 1929, amb 12 representacions. Nielsen havia programat dirigir extractes amb l'Orquestra Simfònica de la Ràdio l'1 d'octubre de 1931 quan va patir un important atac al cor. Estirat en un llit de l'hospital, va poder escoltar la marxa oriental, la dansa hindú i la dansa negra en un plató de cristall abans de morir l'endemà. Els extractes es van publicar l'any 1940 com la suite Aladdin. Les seves set parts són:
- Marxa del festival oriental
- El somni d'Aladdin/Dansa de la boira del matí
- Dansa hindú
- Dansa xinesa
- El mercat d'⁣Esfahan
- Dansa dels presos
- Dansa negra

Una transcripció per a piano de la Marxa del festival oriental va ser publicada pel Musikforlag de Borup a Copenhaguen el 1926. A partir de la informació de la Carl Nielsen Society, la Suite Aladdin és actualment una de les obres més interpretades de Nielsen.

### Tres cançons
Nielsen va publicar Aladdin, tres cançons de l'obra d'A. Oehlenschlæger el 1919 com el seu op. 34. Les cançons són:
- Cithar, noi, min Bøn dig røre
- Visselulle nu, Barnlil!
- Alt Maanen oprejst staar